# Ura Sunday
Ura Sunday (jap. 裏サンデー) ist ein japanisches Online-Manga-Magazin des Verlags Shogakukan und Schwestermagazin des Shōnen Sunday. Das Magazin startete 2012. Im Dezember 2014 kam die App MangaOne dazu, über die man ebenso das Angebot des Magazins beziehen kann. Im August 2017 kamen 14 Serien neu in das Online-Magazin, die zuvor im nun eingestellten Hibana erschienen.

## Serien (Auswahl)
- 5 Seconds to Death von Saizō Harawata und Kashiwa Miyako
- Kengan Ashura von Yabako Sandrovich und Daromeon
- Magi: Sinbad no Bōken von Shinobu Ōtaka und Yoshifumi Ōtera
- Mob Psycho 100 von ONE
- Promise Cinderella von Oreko Tachibana
- Shakunetsu Kabaddi von Hajime Musashino
- Versailles of the Dead von Kumiko Suekane